# Nicolas Regnesson
Nicolas Regnesson, né à Reims vers 1616 et mort à Paris le 15 octobre 1670, est un graveur et dessinateur français.

## Biographie
Fils d'un maître paumier, il gagne Paris pour devenir, avec l'accord de son père, l'apprenti du graveur et marchand d'estampes Jean Ganière en août 1637. Sans doute retourne-t-il ensuite à Reims, où il ouvre un atelier de gravure et travaille avec Robert Nanteuil, qui épouse sa sœur, Jeanne Regnesson. Il regagne ensuite Paris, où il épouse Marguerite Isaac, fille du graveur et marchand d'origine flamande Jaspar Isaac au mois de juin 1649.
Comme son beau-frère Robert Nanteuil, il produisit un nombre important de portraits, notamment ceux du légiste Buridan. Il grava et édita également plusieurs almanachs. Pierre-Jean Mariette écrivit à son propos dans ses Notes manuscrites conservées à la Bibliothèque nationale de France : « Regnesson n’avait pas, comme on l’a fait remarquer, un fort excellent goût de dessiner, mais il en savait assez pour dessiner juste une tête. C’était même un de ses talents de dessiner des portraits d’après nature à la pierre de mine sur du vélin, manière qui à son exemple a été aussi pratiquée par Nanteuil, et il lui est plusieurs fois arrivé d’en graver après les avoir dessinés. Il avait un très beau burin, et une patience merveilleuse dans son travail, toutes parties nécessaires et suffisantes pour faire un bon graveur de portraits. Le burin de Regnesson est fort moelleux et d’une couleur douce et fort agréable, mais il est sans goût et d’un froid extrême. Ses tailles sont d’une égalité merveilleuse, mais elles sont roides. [En marge : Il gravait carré.] Il n’y a aucune touche dans son travail, tout y est prononcé mollement et sans esprit, à cela près que le cuivre est coupé très librement, et l’on ne peut disconvenir que Regnesson ne soit un des meilleurs graveurs au burin. »
Sa fille Jeanne (1651-1668) épouse en novembre 1667 le peintre Jean II Leblond, membre de l'Académie royale de peinture et de sculpture. Sa jeune sœur Madeleine (1653-1686) épouse en 1672 le graveur Gérard Edelinck (1640-1707), qui travailla sous les ordres de Nanteuil avant de devenir graveur du roi. Ils eurent pour témoins à leur mariage Charles Le Brun et Philippe de Champaigne.

## Quelque gravures

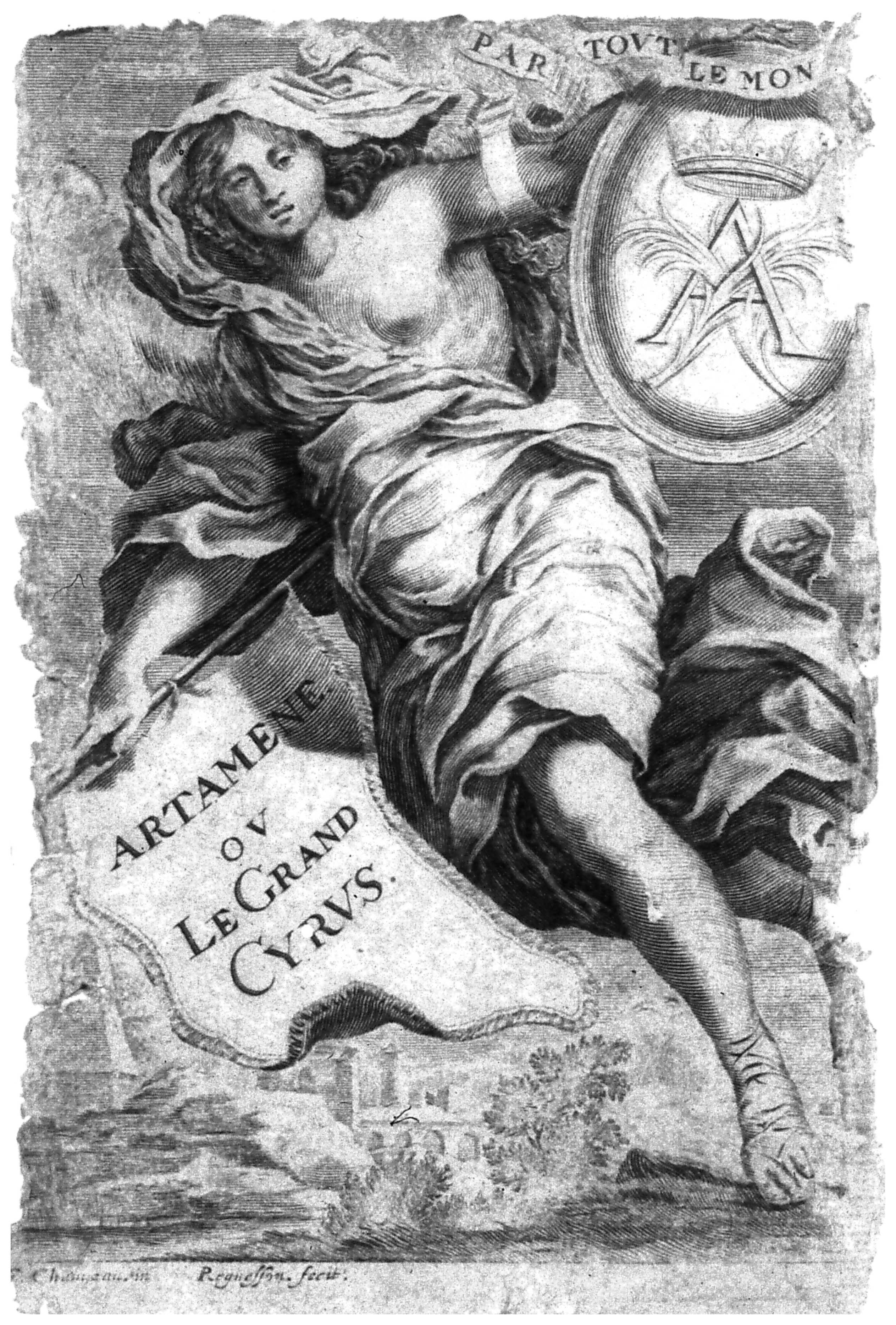
Pour Artamène ou le Grand Cyrus,
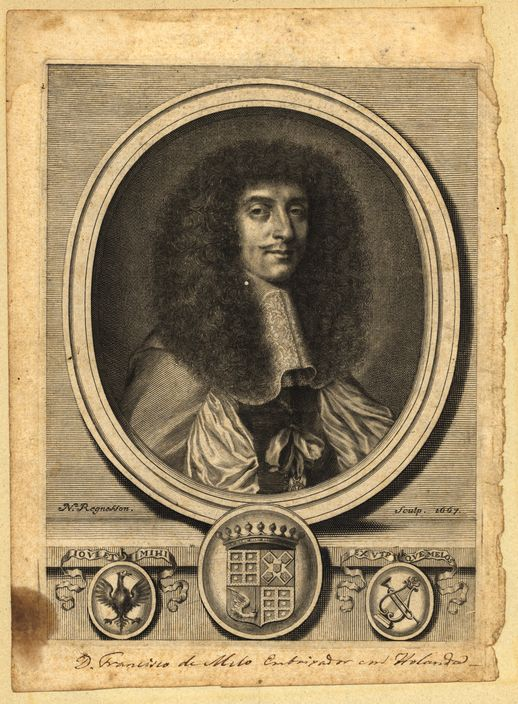
Francisco de Melo,
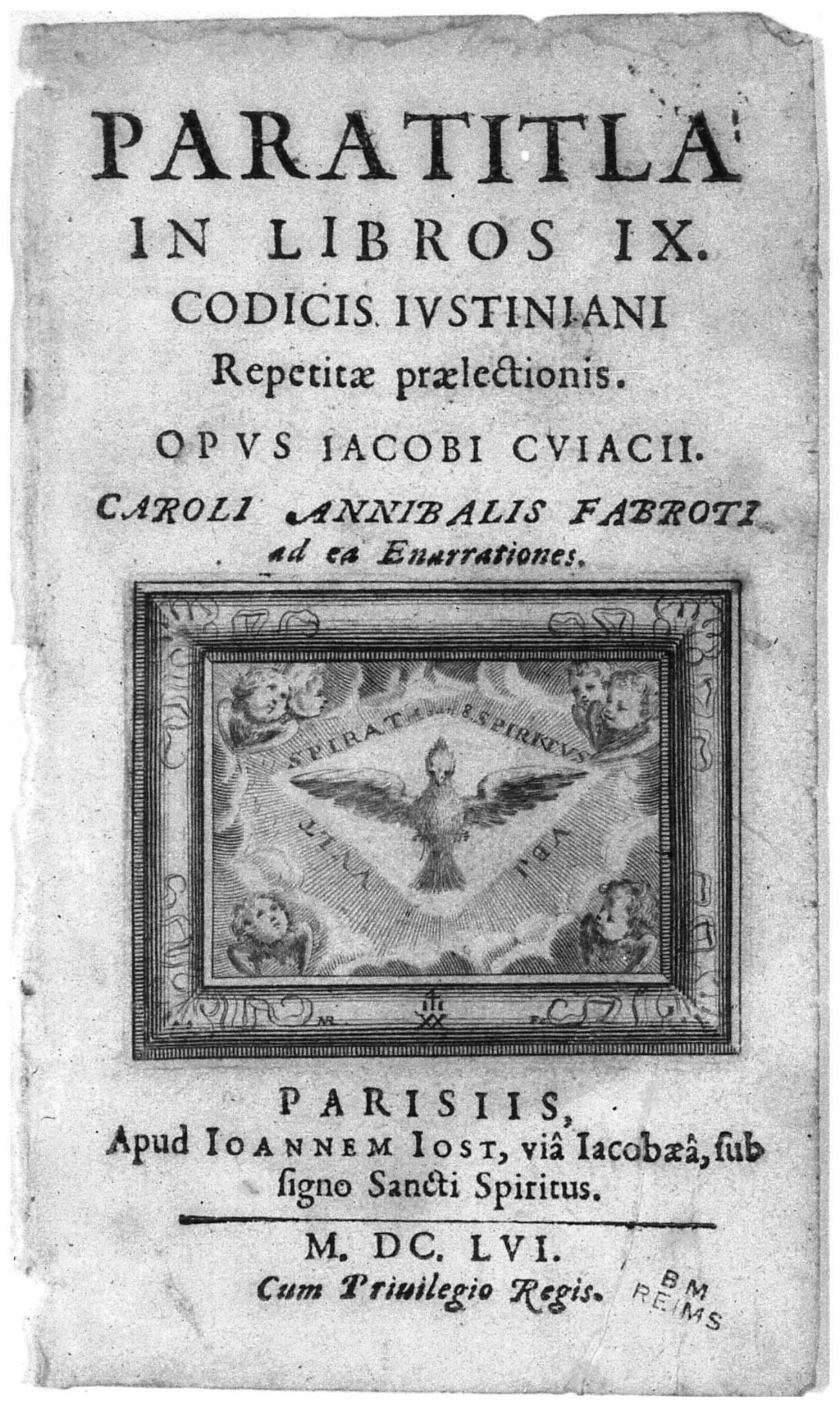
Paratitla IX de Jacques Cujas,
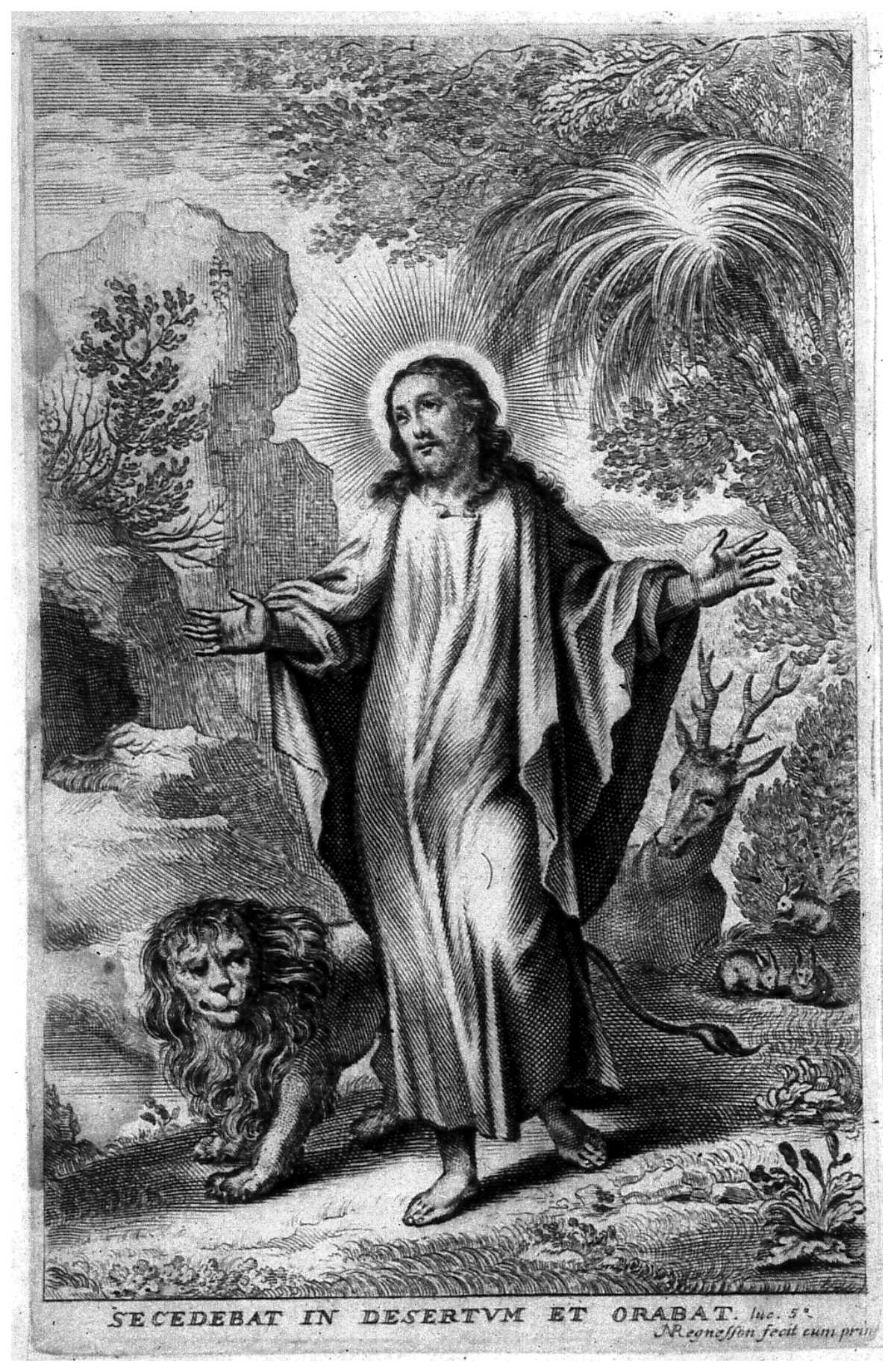
Christ au désert.